# 施锡恩
施锡恩（1904年—1990年），男，江苏苏州人，中国泌尿外科专家、医学教育家。

## 生平
1904年出生在苏州的一个医生之家。1921年考入北京协和医学院，读了3年预科、5年本科。师从谢元甫。1933年赴美国，先后入斯坦福大学医学院、芝加哥大学医学院学习。
回国之后于1935年被任命为泌尿外科讲师，后升任为泌尿外科副教授。1942年转赴天津行医，历任河北医学院、天津医学院泌尿外科教授，天津市第一中心医院、纺织医院、市立第三医院、市立第四医院泌尿外科主任。1956年，成立天津市第一中心医院泌尿外科，担任首任科室主任。
1990年9月11日逝世，终年86岁。

## 社会职务
中华医学会理事，天津市外科学会主任委员，天津市医学图书馆管理委员会主任委员。九三学社中央委员会第六、七届委员。九三学社天津分社第一、二、三届常委，第四届副主委；九三学社天津市委员会第五届副主委。天津市第九届人大常委。

## 家庭
父亲施亦临。妻子马月栏。儿子施惠智。孙子施荣文。

## 出版物
与吴阶平合著《泌尿外科学》。

## 纪念
施锡恩旧居：天津市和平区睦南道75号